# Michael Durrell
Pour les articles homonymes, voir Durrell.
Michael Durrell, né le 6 octobre 1943 à Brooklyn, New York, est un acteur américain.

## Biographie
Essentiellement actif à la télévision, il a majoritairement interprété des rôles de médecins et d'hommes de loi. Ses deux plus connus sont le Dr Robert Maxwell dans la série V et le Dr John Martin dans Beverly Hills 90210.
Parmi ses voix françaises, on peut citer notamment Pierre Hatet (dans V puis le téléfilm Secret de famille), Patrick Préjean (dans Sister Act) ou encore Jean-Claude de Goros (dans Beverly Hills 90210).

## Filmographie

### Cinéma
- 1977 : Dieu merci, c'est vendredi : Bar Boor
- 1980 : The American Success Company : Herman
- 1984 : Access Code : Michael Barnes
- 1991 : Rendez-vous au paradis : le directeur de l'agence
- 1992 : Sister Act : Larry Merrick
- 1995 : Illegal in Blue (en) : Michael Snyder
- 2005 : La rumeur court... : le patriarche
- 2005 : Straight Flush : Richard Michael Crafton
- 2008 : Bald : M. Alan Stern
- 2010 : Barry Munday (en) : Père Walsh

### Télévision
- 1969 : Haine et passion (série télévisée) : Peter Wexler - 1 épisode
- 1975 : Starsky et Hutch (série télévisée) : Fry - épisode Capitaine Dobey, vous êtes mort !
- 1976 - 1977 : Kojak (série télévisée) : Pete / Kenny Murray - 2 épisodes
- 1976 - 1978 : The Tony Randall Show (série télévisée) : rôles divers - 3 épisodes
- 1977 : The Sunshine Boys (Téléfilm) : Ben Clark
- 1977 : Carter Country (série télévisée) : Kaplan - 1 épisode
- 1977 : A Killing Affair (Téléfilm) : Cabrillo
- 1977 : C'est déjà demain (série télévisée) : Mike Kaslo - 3 épisodes
- 1977 : Hawaï police d'État (série télévisée) : Charlie Davilo - 1 épisode
- 1978 : The Dark Secret of Harvest Home (série télévisée) : Ty Barth - 2 épisodes
- 1978 : Les Têtes brûlées (série télévisée) : Maj. J. Pearson - 1 épisode
- 1978 : Switch (série télévisée) : Fred McGivers - 1 épisode
- 1978 : Suspect d'office (Téléfilm) : l'assistant
- 1978 : The Two-Five (Téléfilm) : Vinnie Lombardo
- 1978 : Barney Miller (série télévisée) : Howard Altman / Philip Kubrick - 2 épisodes
- 1978 : The Eddie Capra Mysteries (série télévisée)
- 1978 : The Immigrants (Téléfilm) : Calvin Braderman
- 1979 : The Paper Chase (série télévisée) : Gilbert - 1 épisode
- 1979 : Barnaby Jones (série télévisée) : Ted Richman - 1 épisode
- 1979 : Madame Columbo (série télévisée) : Sgt. Kaplan / Fisher - 3 épisodes
- 1980 : Nobody's Perfect (Cher Inspecteur, série télévisée) : Lt. Vince de Gennaro
- 1980 : Soap (série télévisée) : F. Peter Haversham - 4 épisodes
- 1980 - 1981 : I'm a Big Girl now (série télévisée) : Walter Douglass
- 1980 - 1982 : Quincy (série télévisée) : rôles divers - 2 épisodes
- 1981 - 1982 : Shannon (série télévisée) : Lt. Rudy Maraga
- 1982 : House Calls (série télévisée)
- 1982 : Voyagers (série télévisée) : Harry Houdini - 1 épisode
- 1982 : Romance Theater (série télévisée) : Christian - Bayou Romance, 5 épisodes
- 1982 - 1988 : Cagney et Lacey (série télévisée) : Anthony Berwick / Kurts
- 1983 : K 2000 (série télévisée) : Paul DeBrett - épisode Opération Topaze
- 1983 - 1984 : V (série télévisée) : Dr Robert Maxwell - 2 mini-séries + 2 épisodes
- 1983 : Hôtel (série télévisée) : Lt. Pellegrini - 1 épisode
- 1983 : Chiefs (Mini-série) : John Howell -3e partie
- 1983 : Goodnight, Beantown (série télévisée) : Ed - 1 épisode
- 1983 - 1987 : Capitaine Furillo (série télévisée) : Irv Luboff / Joe Furillo
- 1984 - 1985 : Alice (série télévisée) : Nicholas Stone - 4 épisodes
- 1984 - 1986 : Les Enquêtes de Remington Steele (série télévisée) : Donald Piper - 2 épisodes
- 1985 : Les Routes du paradis (série télévisée) : Jim Haynes - 1 épisode
- 1985 : Arnold et Willy (série télévisée) : Det. Harris - 1 épisode
- 1986 : Dynastie (série télévisée) : Sgt. Landers - 2 épisodes
- 1986 : Les deux font la paire (série télévisée) : Thomas Blackthorne - 1 épisode
- 1986 - 1992 : Matlock (série télévisée) : le procureur Lloyd Burgess
- 1986 - 1993 : CBS Schoolbreak Special (série télévisée) : Nick Miller / Lt. Gennaro - 2 épisodes
- 1987 : L'Impossible Alibi (Téléfilm) : le procureur
- 1987 : Secret de famille (Téléfilm) : Dr Hamilton, le psychiatre
- 1987 - 1988 : Santa Barbara (série télévisée) : Alex Nikolas
- 1988 : Rick Hunter (série télévisée) : Whitney Ferris - 1 épisode
- 1989 : La Loi de Los Angeles (série télévisée) : Joseph Schaeffer -1 épisode
- 1989 : Retour de l'au-delà (Téléfilm) : Dr Morrow
- 1989 : Madame est servie (série télévisée) : Richard Bræden - 1 épisode
- 1990 : Le Père Dowling (série télévisée) : Dr Latimer - 1 épisode
- 1990 : Vic Daniels, flic à Los Angeles (série télévisée) : John O'Connor - 1 épisode
- 1991 : Equal Justice (série télévisée) : Jason Prentiss - 1 épisode
- 1991 : La loi est la loi (série télévisée) : Marcus Webster - 1 épisode
- 1992 : Secrets (Mini-série) : Victor Sabachelli
- 1992 : Les Dessous de Palm Beach (série télévisée) : Gordon Tully - 1 épisode
- 1993 - 2000 : Beverly Hills 90210 (série télévisée) : Dr John Martin
- 1993 : Star Trek : Deep Space Nine (série télévisée) : Gen. Hazar - 1 épisode
- 1993 - 1995 : Le Rebelle (série télévisée) : Juge Charles Hollister / Howard Hamster - 2 épisodes
- 1994 : Menendez : A Killing in Beverly Hills (Téléfilm) : Bob Winters
- 1994 : Alien Nation : Dark Horizon (Téléfilm) : Avid Fan
- 1996 : Pacific Blue (série télévisée) : le procureur Malone - 1 épisode
- 1997 : New York, police judiciaire (série télévisée) : Hilburne - 1 épisode
- 2001 : Philly (série télévisée) : Juge Simon Green - 1 épisode
- 2003 : Urgences (série télévisée) : Bob Gilman - 1 épisode
- 2004 : NYPD Blue (série télévisée) : Juge Kepler - 1 épisode
- 2004 : Amy (série télévisée) : Larry Feiner - 1 épisode
- 2006 : Magma (Téléfilm) : le président Fletcher
- 2006 : Desperate Housewives (série télévisée) : M. Katzburg - 3 épisodes
- 2007 : Brothers and Sisters (série télévisée) : Juge Howard Chandler - 1 épisode
- 2008 : FBI : Portés disparus (série télévisée) : Pfeiffer - 1 épisode
- 2009 : Mental (série télévisée) : Alan Jennings - 1 épisode
- 2010 : Persons Unknown (série télévisée) : Dr David Salinger - 1 épisode
- 2010 : Dexter (série télévisée) : Stuart Frank - 1 épisode
- 2013 : The Mindy Project (série télévisée) : Dr Walters - 1 épisode
- 2013 : Christmas in the City (Téléfilm) : Santa
- 2016 : Grace et Frankie (série télévisée) : Sonny - 1 épisode